# Yevhen Cheberko
Yevhen Ihorovych Cheberko (en ukrainien : Євген Ігорович Чеберко), né le 23 janvier 1998 à Melitopol en Ukraine, est un footballeur international ukrainien jouant au poste de défenseur central au Crew de Columbus en MLS.

## Biographie

### Parcours en club

#### FK Dnipro
Né à Melitopol en Ukraine, Yevhen Cheberko est formé eau FK Dnipro. Il joue son premier match en professionnel le 24 juillet 2016, lors d'une rencontre de championnat face au Volyn Loutsk. Il entre en jeu en cours de partie lors de ce match, que son équipe remporte sur le score de cinq buts à zéro. C'est contre cette même équipe qu'il inscrit son premier but en professionnel, le 30 avril 2017, en championnat. Il inscrit le seul but de la partie, et donne donc la victoire aux siens.

#### Zorya Louhansk
Le 24 juin 2017, est annoncé son transfert au Zorya Louhansk. Il n'est pas tout de suite intégré à l'équipe première, ne faisant sa première apparition que le 18 février 2018, en étant titularisé lors d'un match de championnat face au Karpaty Lviv (victoire 0-2 du Zorya ce jour-là).

#### LASK Linz
En juillet 2020, Yevhen Cheberko s'engage jusqu'en 2024 au LASK Linz. Il joue son premier match sous ses nouvelles couleurs le 19 septembre 2020, lors d'une rencontre de championnat face au WSG Tirol. Il est titularisé et les deux équipes se séparent sur un score nul (1-1).

#### NK Osijek
En 5 février 2021, Yevhen Cheberko est prêté un an au NK Osijek.
Cheberko marque son premier et unique but pour le NK Osijek le 15 septembre 2021 face au NK Bednja Beletinec, en coupe de Croatie. Il participe ainsi à la victoire de son équipe par trois buts à zéro.

#### Crew de Columbus
Le 9 juin 2023, Yevhen Cheberko rejoint le Crew de Columbus, franchise de Major League Soccer, où il signe un contrat de trois et demi. Il dispute sa première rencontre avec le Crew le 23 juillet face à St. Louis City en Leagues Cup, entrant en jeu à la 70e minute à la place de Lucas Zelarayán, dans une victoire 2-1.

### Parcours en sélection
Yevhen Cheberko représente l'équipe d'Ukraine des moins de 17 ans entre 2014 et 2015, pour un total de six matchs joués, tous en tant que titulaire.
Yevhen Cheberko fête sa première sélection avec l'équipe d'Ukraine espoirs le 6 juin 2017, face au Monténégro. Il entre en jeu lors de cette rencontre qui se solde par la victoire des siens (2-1).
Il participe aux éliminatoires de l'Euro espoirs 2019 puis aux éliminatoires de l'Euro espoirs 2021. A plusieurs reprises, il officie comme capitaine des espoirs.
Le 7 octobre 2020, il reçoit sa première sélection avec l'équipe d'Ukraine, lors d'une rencontre amicale face à la France. Il joue la seconde mi-temps, et son équipe s'incline sur le lourd score de 7 buts à 1 au Stade de France.